# Le Baquet de Mesmer
Le Baquet de Mesmer er en fransk stumfilm fra 1905 af Georges Méliès.